# Valleiry
Valleiry este o comună în departamentul Haute-Savoie din sud-estul Franței. În 2009 avea o populație de 3.081 de locuitori.

## Evoluția populației
| An        | 1975  | 1982  | 1990  | 1999  | 2006  | 2009  |
| --------- | ----- | ----- | ----- | ----- | ----- | ----- |
| Populație | 1.249 | 1.371 | 1.748 | 2.197 | 2.868 | 3.081 |